# O-Town (album)
O-Town è il primo ed eponimo album in studio del gruppo vocale statunitense O-Town, pubblicato nel 2001.

## Tracce
- Versione Standard internazionale

1. Liquid Dreams – 3:30
2. Every Six Seconds – 3:13
3. Girl – 3:36
4. Sexiest Woman Alive – 3:40
5. Love Should Be a Crime – 3:18
6. Shy Girl – 4:10
7. All or Nothing – 4:41
8. Sensitive – 3:23
9. The Painter – 3:55
10. Take Me Under – 4:08
11. All for Love – 3:29
12. Baby I Would – 3:53

- Tracce Bonus (Ver. Nord-America e Europa)

1. We Fit Together – 3:56

## Formazione
- Erik–Michael Estrada
- Dan Miller
- Trevor Penick
- Jacob Underwood
- Ashley Parker Angel